# Apple S4
Apple S4は、Appleが設計した64ビットARMベースのチップ（SiP）である。

## 概要
Apple S4は、Apple A12の高効率コア（Tempest）で構成される64ビット2コアのCPUを搭載している。サイズが小さいにもかかわらず、Tempestは3幅のデコード・アウト・オブ・オーダー・スーパースカラーデザインを採用しており、以前のインオーダー・コアよりもはるかに強力なものになっている。
S4には、Core MLを実行できるNeural Engineが搭載されている。サードパーティ製のアプリはwatchOS 6から使えるようになった。
SiPには、加速度センサーとジャイロスコープが搭載されており、ダイナミックレンジが従来の2倍の測定が可能になり、8倍の速度でデータをサンプリングすることが可能になった。また、Metal APIを利用できる新しいカスタムGPUも搭載している。
Apple S4の後継機は、磁力計を内蔵した変型機のApple S5。

## 搭載製品
- Apple Watch Series 4